# Astrid Sohlman-Nyblom
Astrid Ragnarsdotter Sohlman-Nyblom, född Sohlman den 4 september 1905 i Karlskoga, död den 23 november 1990 i Nynäshamn, var en svensk textilkonstnär.
Hon var dotter till direktören Ragnar Sohlman och Ragnhild Tandberg Ström och från 1937 gift med inredningsarkitekten Peder Nyblom samt sondotter till redaktören August Sohlman och vidare brorsdotter till Signe Sohlman och Nanna Bendixson. Sohlman-Nyblom studerade vid Tekniska skolan 1927–1928 och vid Handarbetets vänner 1928–1930 samt under vistelser i Paris och London 1930–1932. Hon etablerade textilateljén Studio Art i Stockholm 1932 där hon specialiserade sig på tyger utförda i kallt glittrande cellofan och konstsilke. För Libraria utförde hon sakral damast. Hon medverkade i konsthantverksutställningar i Bryssel, New York, Wien och på ett flertal platser i Sverige. Makarna Nyblom är gravsatta på Nynäshamns kyrkogård.